# Charles I. Glicksberg
Charles Irving Glicksberg (Varsovia, 1900 o 1901-1998) fue un crítico literario, profesor y escritor estadounidense de origen polaco.
Fue autor de obras como Walt Whitman and the Civil War (University of Pennsylvania Press, 1933), Literature and Religion, a Study in Conflict (Southern Methodist University Press, 1960), The Self in Modern Literature (Pennsylvania State University Press, 1963), Modern Literature and the Death of God (Martinus Nijhoff, 1966), o The Literature of Nihilism (Bucknell University Press, 1975), entre otras.
También fue editor de American Literary Criticism 1900-1950 (Hendricks House, 1952).